# Скиннер, Джетро
Джетро Скиннер (англ. Jethro Skinner; родился 24 февраля 1977 года в Гластонбери) — британский актёр.
На фестивале Кинотавр в 2008 году получил приз за лучшую мужскую роль (фильм «Плюс один»).

## Личная жизнь
Женат. Имеет дочь.

## Фильмография
1. 2008 — Плюс один — Том
2. 2002—2008 — Wire in the Blood — Tim Eccles
3. 1986—2008 — Casualty — Brian Phillips
4. 1983—2008 — Чисто английское убийство — Neil Atkins